# Nekrolog Oktober 2016
Nekrolog
◄◄
| ◄
| 2012
| 2013
| 2014
| 2015
| 2016 | 2017 | 2018 | 2019 | 2020 | ►
Januar |
Februar |
März |
April |
Mai |
Juni |
Juli |
August |
September |
Oktober |
November |
Dezember 2016
Weitere Ereignisse | Allgemeiner Nekrolog 2016
Die Beschreibung der verstorbenen Person sollte so kurz wie möglich gehalten sein und nur deren signifikante Tätigkeit(en) enthalten.
Neue Namen ggf. auch unter dem Geburts- und Sterbedatum, also etwa unter 1. Januar und im Geburts- und Sterbejahr (2024) eintragen (nur bei entsprechender großer Wichtigkeit). Für Beispiele siehe die schon vorhandenen Artikel.
Außerdem über die fünf zuletzt Verstorbenen, zu denen es einen ausreichend guten Artikel für eine Präsentation auf der Hauptseite gibt, nach der todesbedingten Überarbeitung der Artikel ggf. auch unter Wikipedia Diskussion:Hauptseite informieren und sie am besten auch in den anderen Wikipedia-Sprachversionen eintragen. Tipp: Regelmäßig bei news.google.de nach „ist tot“, „gestorben“ oder „verstorben“ suchen.
Wenn eine Person gestorben ist, gibt es viele Seiten zu dieser Person in der Wikipedia, die davon auch betroffen sind und entsprechend aktualisiert werden müssen. Beispiele: Namenübersichtsseite, Geburtsjahr, Geburtsort-Seiten und viele mehr.
Wie finde ich die betroffenen Seiten?
Im Suchfeld auf der linken Seite gibt man den Suchbegriff so ein: „Vorname Nachname“. Dann klickt man auf Volltext und alle Seiten mit entsprechendem Suchtext werden aufgerufen. Hier sieht man dann schnell, wo auch das Todesjahr Sinn macht oder sogar ein Teil des Artikels angepasst werden muss. Auch hilft das „Werkzeug“ auf der linken Seite sehr gut, um solche Seiten aufzufinden: „Links auf diese Seite“. Somit ist die Wikipedia wieder aktuell in allen Bereichen! Hinweis: bei Eintragung der Kategorie „Gestorben JAHR“ wird der Missbrauchsfilter 49 ausgelöst, was jedoch nicht schlimm ist. Siehe: Spezial:Missbrauchsfilter/49
Dies ist eine Liste von im Oktober 2016 verstorbenen bekannten Persönlichkeiten. Die Einträge erfolgen innerhalb der einzelnen Daten alphabetisch sortiert. Tiere sind im Nekrolog für Tiere zu finden.

## Oktober
| Tag         | Name                               | Beruf, bekannt als                                                                          | Alter | Beleg |
| ----------- | ---------------------------------- | ------------------------------------------------------------------------------------------- | ----- | ----- |
| 31. Oktober | Natalie Babbitt                    | US-amerikanische Schriftstellerin und Kinderbuch-Illustratorin                              | 84    |       |
| 31. Oktober | Manfred Büttner                    | deutscher Geograph, Theologe und Musikwissenschaftler                                       | 93    |       |
| 31. Oktober | Gerhard Feldhaus                   | deutscher Verwaltungsjurist                                                                 | 86    |       |
| 31. Oktober | Silvio Gazzaniga                   | italienischer Künstler                                                                      | 95    |       |
| 31. Oktober | Manfred Geßner                     | deutscher Politiker                                                                         | 84    |       |
| 31. Oktober | Otto Gschwantler                   | österreichischer Altgermanist und Skandinavist                                              | 86    |       |
| 31. Oktober | Harro Heim                         | deutscher Bibliothekar                                                                      | 97    |       |
| 31. Oktober | Aage Larsen                        | dänischer Ruderer                                                                           | 93    |       |
| 31. Oktober | Reynaldo Miravalles                | kubanischer Schauspieler                                                                    | 93    |       |
| 31. Oktober | Per Egil Rygg                      | norwegischer Generalmajor                                                                   | 57    |       |
| 31. Oktober | Klaus Schulten                     | deutsch-US-amerikanischer Biophysiker                                                       | 69    |       |
| 31. Oktober | Wladimir Seldin                    | sowjetischer bzw. russischer Schauspieler                                                   | 101   |       |
| 30. Oktober | Albert Dragstedt                   | US-amerikanischer Philosoph, Trotzkist und Hochschullehrer                                  | 82    |       |
| 30. Oktober | James Galanos                      | US-amerikanischer Modeschöpfer                                                              | 92    |       |
| 30. Oktober | Tammy Grimes                       | US-amerikanische Schauspielerin                                                             | 82    |       |
| 30. Oktober | Nives Kavurić-Kurtović             | jugoslawische bzw. kroatische Künstlerin                                                    | 78    |       |
| 30. Oktober | Günter Kobek                       | deutscher Radsportler                                                                       | 54    |       |
| 30. Oktober | Bill Kyle                          | schottischer Jazzmusiker, Promoter und Clubbesitzer                                         | ≈70   |       |
| 30. Oktober | David Nash                         | walisischer Rugbyspieler                                                                    | 77    |       |
| 30. Oktober | Curly Putman                       | US-amerikanischer Songwriter                                                                | 85    |       |
| 30. Oktober | Gustava Schefer-Viëtor             | deutsche Pädagogin, Erziehungswissenschaftlerin, Geschlechterforscherin und Feministin      | 84    |       |
| 30. Oktober | Ingo Springenschmid                | österreichischer Künstler                                                                   | 74    |       |
| 29. Oktober | Markus Berger                      | deutscher Politiker                                                                         | 78    |       |
| 29. Oktober | Roland Dyens                       | französischer Gitarrist und Komponist                                                       | 61    |       |
| 29. Oktober | Stefan Jentsch                     | deutscher Zellbiologe                                                                       | 61    |       |
| 29. Oktober | Carl Hermann Lücking               | deutscher Mediziner                                                                         | 78    |       |
| 29. Oktober | John D. Roberts                    | US-amerikanischer Chemiker                                                                  | 98    |       |
| 29. Oktober | Geraldo Scarpone Caporale          | US-amerikanischer Bischof                                                                   | 88    |       |
| 29. Oktober | Samuil Schuchowizki                | sowjetischer bzw. russischer Schachspieler                                                  | 99    |       |
| 29. Oktober | Josef Sedelmayer                   | österreichischer Tischtennisspieler                                                         | 82    |       |
| 29. Oktober | Pen Sovann                         | kambodschanischer Politiker                                                                 | 80    |       |
| 29. Oktober | Konstantinos Stefanis              | griechischer Psychiater und Politiker                                                       | 88    |       |
| 29. Oktober | Ludwig Trippen                     | deutscher Banker                                                                            | 88    |       |
| 28. Oktober | Gillon Aitken                      | britischer Literaturagent                                                                   | 78    |       |
| 28. Oktober | Christophe Badoux                  | Schweizer Comiczeichner und Illustrator                                                     | 52    |       |
| 28. Oktober | Nicholas Brathwaite                | grenadischer Politiker                                                                      | 91    |       |
| 28. Oktober | Joachim Herrmann                   | deutscher Maler, Archäologe und Kunstpädagoge                                               | 85    |       |
| 28. Oktober | Otto Möhwald                       | deutscher Maler und Grafiker                                                                | 83    |       |
| 28. Oktober | Steven Reiss                       | US-amerikanischer Psychologe                                                                |       |       |
| 28. Oktober | Robert Rada                        | österreichischer Politiker                                                                  | 67    |       |
| 27. Oktober | Joan Burke                         | irische Politikerin (Fine Gael)                                                             | 88    |       |
| 27. Oktober | Fatim Jawara                       | gambische Fußballspielerin                                                                  | 19    |       |
| 27. Oktober | Nathan Peter Levinson              | deutscher Rabbiner                                                                          | 94    |       |
| 27. Oktober | Susan Lindquist                    | US-amerikanische Biologin                                                                   | 67    |       |
| 27. Oktober | Mikasa                             | japanischer Prinz                                                                           | 100   |       |
| 27. Oktober | Bill Miller                        | US-amerikanischer Speerwerfer                                                               | 86    |       |
| 27. Oktober | Valter Ojakäär                     | sowjetischer bzw. estnischer Komponist, Musikjournalist und Musiker                         | 93    |       |
| 27. Oktober | Karl Heinz Oppel                   | deutscher Schauspieler und Synchronsprecher                                                 | 91    |       |
| 27. Oktober | Nelson Pinedo                      | kolumbianischer Sänger                                                                      | 88    |       |
| 27. Oktober | Raffael Rheinsberg                 | deutscher Objekt-Künstler                                                                   | 73    |       |
| 27. Oktober | Erasto Vasconcelos                 | brasilianischer Sänger und Komponist                                                        | 69    |       |
| 27. Oktober | Bobby Wellins                      | schottischer Jazzmusiker                                                                    | 80    |       |
| 26. Oktober | Muhammad Salim Abdullah            | deutsch-bosnisch-herzegowinischer Journalist                                                | ≈85   |       |
| 26. Oktober | Raj Begum                          | indische Sängerin                                                                           | 89    |       |
| 26. Oktober | Sergei Djatschenko                 | kasachischer Politiker                                                                      | 64    |       |
| 26. Oktober | Andreas Fulterer                   | italienischer Sänger                                                                        | 55    |       |
| 26. Oktober | Birger Larsen                      | dänischer Filmregisseur und Drehbuchautor                                                   | 54    |       |
| 26. Oktober | Pinise Saul                        | südafrikanische Sängerin                                                                    | ≈75   |       |
| 25. Oktober | Margit Bara                        | ungarische Schauspielerin                                                                   | 88    |       |
| 25. Oktober | Ursula Boese                       | deutsche Opernsängerin                                                                      | 88    |       |
| 25. Oktober | Kevin Curran                       | US-amerikanischer Drehbuchautor                                                             | 59    |       |
| 25. Oktober | Govruud Huuchinhuu                 | mongolische Dissidentin und Autorin in der Volksrepublik China                              |       |       |
| 25. Oktober | Safa Haeri                         | iranisch-französischer Journalist                                                           | 79    |       |
| 25. Oktober | Bob Hoover                         | US-amerikanischer Luftfahrtpionier                                                          | 94    |       |
| 25. Oktober | Burnet R. Maybank junior           | US-amerikanischer Politiker                                                                 | 92    |       |
| 25. Oktober | Jerzy Szacki                       | polnischer Soziologe                                                                        | 87    |       |
| 25. Oktober | Georges Thinès                     | belgischer Psychologe und Schriftsteller                                                    | 93    |       |
| 25. Oktober | Carlos Alberto Torres              | brasilianischer Fußballspieler                                                              | 72    |       |
| 25. Oktober | Paul Vincent                       | deutscher Gitarrist                                                                         | 65    |       |
| 24. Oktober | Yōji Akao                          | japanischer Wirtschaftstheoretiker                                                          | 88    |       |
| 24. Oktober | Jorge Batlle                       | uruguayischer Politiker                                                                     | 88    |       |
| 24. Oktober | Reinhart Braun                     | deutscher Grafiker und Hochschullehrer                                                      | 89    |       |
| 24. Oktober | Eddy Christiani                    | niederländischer Gitarrist, Sänger und Songwriter                                           | 98    |       |
| 24. Oktober | Robert Fogelin                     | US-amerikanischer Philosoph                                                                 | 84    |       |
| 24. Oktober | Reinhard Häfner                    | deutscher Fußballspieler und -trainer                                                       | 64    |       |
| 24. Oktober | Bohdan Hawrylyshyn                 | ukrainisch-kanadischer Ökonom                                                               | 90    |       |
| 24. Oktober | Steven Herczeg                     | australischer Fußballspieler                                                                | 72    |       |
| 24. Oktober | Georges Jouvin                     | französischer Trompeter                                                                     | 93    |       |
| 24. Oktober | Freddy Poulsen                     | dänischer Musiker und Künstler                                                              | 80    |       |
| 24. Oktober | Elfriede Rückert                   | deutsch-österreichische Schauspielerin                                                      | 98    |       |
| 24. Oktober | Eugeniusz Rudnik                   | polnischer Komponist, Vertreter der Akusmatik und Tontechniker                              | 72    |       |
| 24. Oktober | Rudolf Schauss                     | österreichischer Fußballspieler                                                             | 59    |       |
| 24. Oktober | Christian-Erdmann Schott           | deutscher Theologe und Kirchenhistoriker                                                    | 84    |       |
| 24. Oktober | Bobby Vee                          | US-amerikanischer Sänger                                                                    | 73    |       |
| 24. Oktober | Claus Ulrich Wiesner               | deutscher Schriftsteller                                                                    | 83    |       |
| 23. Oktober | Pete Burns                         | britischer Popsänger, Songschreiber und Fernsehpersönlichkeit                               | 57    |       |
| 23. Oktober | Jack Chick                         | US-amerikanischer Cartoonist, christlicher Fundamentalist und Verschwörungstheoretiker      | 92    |       |
| 23. Oktober | Tom Hayden                         | US-amerikanischer Schriftsteller, Politiker und Friedensaktivist                            | 76    |       |
| 23. Oktober | Marwan Kassab-Bachi                | syrisch-deutscher Maler                                                                     | 82    |       |
| 23. Oktober | Jimmy Perry                        | britischer Fernsehautor und Schauspieler                                                    | 93    |       |
| 23. Oktober | Manfred Sumper                     | deutscher Biochemiker                                                                       | 73    |       |
| 23. Oktober | Chalifa bin Hamad Al Thani         | katarischer Monarch                                                                         | 84    |       |
| 22. Oktober | Petro Anissim                      | sowetischer Mittelstreckenläufer                                                            | 64    |       |
| 22. Oktober | Ameera Bin Karam                   | Frauenrechtlerin aus den Vereinigten Arabischen Emiraten                                    | 38    |       |
| 22. Oktober | José Oscar Barahona Castillo       | salvadorianischer Bischof                                                                   | 77    |       |
| 22. Oktober | Steve Dillon                       | britischer Comiczeichner                                                                    | 54    |       |
| 22. Oktober | Nicolas Koob                       | luxemburgischer Rennfahrer                                                                  | 86    |       |
| 22. Oktober | Gavin MacFadyen                    | US-amerikanischer Journalist                                                                | 76    |       |
| 22. Oktober | Jan Schürnbrand                    | deutscher Rechtswissenschaftler                                                             | 44    |       |
| 22. Oktober | Frank Schwerdt                     | deutscher Rechtsextremist und Politiker                                                     | ≈72   |       |
| 22. Oktober | Liselotte Thelen                   | deutsche Kunsthistorikerin                                                                  | 90    |       |
| 21. Oktober | Paweł Baumann                      | polnischer Kanute                                                                           | 33    |       |
| 21. Oktober | Margaret Benyon                    | britische bildende Künstlerin                                                               | 76    |       |
| 21. Oktober | Dietrich Börner                    | deutscher Wirtschaftswissenschaftler                                                        | 83    |       |
| 21. Oktober | Antonia Fahberg                    | österreichisch-deutsche Sängerin                                                            | 88    |       |
| 21. Oktober | Constantin Frățilă                 | rumänischer Fußballspieler und -trainer                                                     | 74    |       |
| 21. Oktober | Rudolf Grashey                     | deutscher Chemiker                                                                          | 86    |       |
| 21. Oktober | Kenji Kosaka                       | japanischer Politiker                                                                       | 70    |       |
| 21. Oktober | Manfred Krug                       | deutscher Schauspieler und Sänger                                                           | 79    |       |
| 21. Oktober | Wilhelm Matzat                     | deutscher Geograph                                                                          | 86    |       |
| 21. Oktober | Bob McCord                         | kanadischer Eishockeyspieler                                                                | 82    |       |
| 21. Oktober | Karl Poralla                       | deutscher Mikrobiologe                                                                      | 78    |       |
| 20. Oktober | Edward A. Allworth                 | US-amerikanischer Historiker und Turkologe                                                  | 95    |       |
| 20. Oktober | Robert Blauner                     | US-amerikanischer Soziologe                                                                 | 87    |       |
| 20. Oktober | Roy D’Andrade                      | US-amerikanischer Anthropologe                                                              | 84    |       |
| 20. Oktober | Uwe Dreher                         | deutscher Fußballspieler und -trainer                                                       | 56    |       |
| 20. Oktober | Manfred Durban                     | deutscher Musiker                                                                           | 74    |       |
| 20. Oktober | Kaneta Kimotsuki                   | japanischer Synchronsprecher                                                                | 80    |       |
| 20. Oktober | Robert E. Kramek                   | US-amerikanischer Admiral                                                                   | 76    |       |
| 20. Oktober | Roger Lallemand                    | belgischer Politiker                                                                        | 84    |       |
| 20. Oktober | Michael Massee                     | US-amerikanischer Schauspieler                                                              | 61    |       |
| 20. Oktober | Simone Schaller                    | US-amerikanische Leichtathletin                                                             | 104   |       |
| 20. Oktober | David Slater                       | britischer Geograph                                                                         | 70    |       |
| 20. Oktober | Otto Steenholdt                    | grönländischer Politiker (Atassut), Lehrer und Autor                                        | 80    |       |
| 20. Oktober | Gottfried Stöhr                    | deutscher Porzellangestalter                                                                | 84    |       |
| 20. Oktober | Junko Tabei                        | japanische Bergsteigerin                                                                    | 77    |       |
| 20. Oktober | Mieke Telkamp                      | niederländische Sängerin                                                                    | 82    |       |
| 19. Oktober | Bob Baetens                        | belgischer Ruderer                                                                          | 85    |       |
| 19. Oktober | Klaus Behnken                      | deutscher Journalist und Zeitungsgründer                                                    | 72    |       |
| 19. Oktober | Safet Berisha                      | albanischer Fußballspieler                                                                  | 66    |       |
| 19. Oktober | Yvette Chauviré                    | französische Balletttänzerin                                                                | 99    |       |
| 19. Oktober | Luis María Echeberría              | spanischer Fußballspieler                                                                   | 76    |       |
| 19. Oktober | Moshe Jahoda                       | israelischer Diplomat                                                                       | 90    |       |
| 19. Oktober | Adolf Katzenmeier                  | deutscher Physiotherapeut                                                                   | 81    |       |
| 19. Oktober | Jos Knaepen                        | belgischer Fotograf                                                                         | 71    |       |
| 19. Oktober | Darrel Charles Herbert Plowes      | südafrikanischer Naturforscher und Botaniker                                                | 91    |       |
| 19. Oktober | Gary Sprake                        | walisischer Fußballtorhüter                                                                 | 71    |       |
| 19. Oktober | Giovanni Steffè                    | italienischer Ruderer                                                                       | 88    |       |
| 19. Oktober | Wolfgang Throll                    | deutscher Politiker                                                                         | 86    |       |
| 19. Oktober | Mike Ungefehr                      | deutscher Musikproduzent und Musikermanager                                                 | 67    |       |
| 18. Oktober | Phil Chess                         | US-amerikanischer Musikproduzent                                                            | 95    |       |
| 18. Oktober | Rolf Hempel                        | deutscher Kirchenmusiker, Komponist und Hochschulrektor                                     | 84    |       |
| 18. Oktober | Dieter Hömig                       | deutscher Verfassungsrichter                                                                | 78    |       |
| 18. Oktober | Heinz Leib                         | deutscher Fußballspieler und -trainer                                                       | 89    |       |
| 18. Oktober | Horst Löb                          | deutscher Physiker                                                                          | 84    |       |
| 18. Oktober | Gotō Sumio                         | japanischer Nihonga-Maler                                                                   | 86    |       |
| 18. Oktober | Suzana Šuvaković Savić             | serbische Opernsängerin                                                                     | 46    |       |
| 17. Oktober | Rufin Anthony                      | pakistanischer Bischof                                                                      | 76    |       |
| 17. Oktober | Peter Brüchmann                    | deutscher Fotograf                                                                          | 84    |       |
| 17. Oktober | James H. DeCoursey                 | US-amerikanischer Politiker                                                                 | 84    |       |
| 17. Oktober | Georg Höltl                        | deutscher Unternehmer                                                                       | 88    |       |
| 17. Oktober | Gëzim Kasmi                        | albanischer Fußballspieler                                                                  | 74    |       |
| 17. Oktober | Mihály Kubinszky                   | ungarischer Architekt                                                                       | 89    |       |
| 17. Oktober | Lothar Reetz                       | deutscher Erziehungswissenschaftler                                                         | 85    |       |
| 17. Oktober | Elena Santonja                     | spanische Fernsehmoderatorin, Malerin und Schauspielerin                                    | 84    |       |
| 17. Oktober | Al Stewart                         | US-amerikanischer Jazztrompeter                                                             | 89    |       |
| 17. Oktober | Rémy Vogel                         | französischer Fußballspieler                                                                | 55    |       |
| 16. Oktober | Dave Cash                          | britisch-kanadischer Radiomoderator                                                         | 74    |       |
| 16. Oktober | Diether F. Domes                   | deutscher Künstler                                                                          | 77    |       |
| 16. Oktober | Anthony Foley                      | irischer Rugbyspieler und -trainer                                                          | 42    |       |
| 16. Oktober | Rupert Gottfried Frieberger        | österreichischer Musiker, Theologe und Musikwissenschafter                                  | 65    |       |
| 16. Oktober | Calvin Gotlieb                     | kanadischer Informatiker                                                                    | 95    |       |
| 16. Oktober | Ulla Graf-Nobis                    | deutsche Pianistin und Hochschullehrerin                                                    | 77    |       |
| 16. Oktober | Clyde C. Holloway                  | US-amerikanischer Politiker                                                                 | 72    |       |
| 16. Oktober | Kigeli V.                          | ruandischer Monarch                                                                         | 80    |       |
| 16. Oktober | Ted V. Mikels                      | US-amerikanischer Filmregisseur                                                             | 87    |       |
| 16. Oktober | Stephen Moorbath                   | britischer Geologe                                                                          | 87    |       |
| 16. Oktober | Arsen Pawlow                       | russischer Milizenführer                                                                    | 33    |       |
| 16. Oktober | Juras Požela                       | litauischer Politiker                                                                       | 34    |       |
| 16. Oktober | Alfred P. Smyth                    | irischer Mittelalterhistoriker                                                              | 74    |       |
| 16. Oktober | Wiktor Subkow                      | sowjetischer Basketballspieler                                                              | 79    |       |
| 16. Oktober | Fritz Tschol                       | österreichischer Geistlicher, Generalvikar von Xingu                                        | 87    |       |
| 16. Oktober | Jerzy Tuszewski                    | polnischer Journalist, Dokumentarfilmer und Regisseur                                       | 85    |       |
| 15. Oktober | Kenjirō Azuma                      | japanischer Bildhauer                                                                       | 90    |       |
| 15. Oktober | Branko Pejaković                   | serbischer Jazzmusiker und Übersetzer                                                       | 89    |       |
| 15. Oktober | Hans Pischner                      | deutscher Kulturpolitiker und Cembalist                                                     | 102   |       |
| 15. Oktober | Jutta Schütt                       | deutsche Kunsthistorikerin und Kuratorin                                                    | 61    |       |
| 15. Oktober | Rolf Terheyden                     | deutscher Verleger                                                                          | 90    |       |
| 15. Oktober | Klym Tschurjumow                   | sowjetischer Astronom                                                                       | 79    |       |
| 14. Oktober | Jean Alexander                     | britische Schauspielerin                                                                    | 90    |       |
| 14. Oktober | Cirilo Almario                     | philippinischer Bischof                                                                     | 85    |       |
| 14. Oktober | Berthold Bauer                     | österreichischer Geograph                                                                   | 78    |       |
| 14. Oktober | Lucy Baxley                        | US-amerikanische Politikerin                                                                | 78    |       |
| 14. Oktober | Klaus Dietz                        | deutscher Anglist und Sprachwissenschaftler                                                 | 80    |       |
| 14. Oktober | Pierre Étaix                       | französischer Schauspieler und Regisseur                                                    | 87    |       |
| 14. Oktober | Edmond Harnie                      | belgischer Jazztrompeter                                                                    | 96    |       |
| 14. Oktober | Werner Lämmerhirt                  | deutscher Gitarrist                                                                         | 67    |       |
| 14. Oktober | José Lello                         | portugiesischer Politiker                                                                   | 72    |       |
| 14. Oktober | John Aloysius Mone                 | schottischer Bischof                                                                        | 87    |       |
| 14. Oktober | Benedikt Schwank                   | deutscher Ordensgeistlicher und Theologe                                                    | 93    |       |
| 14. Oktober | Duška Sifnios                      | jugoslawische Balletttänzerin                                                               | 82    |       |
| 14. Oktober | Song Yŏng                          | südkoreanischer Schriftsteller                                                              | 76    |       |
| 13. Oktober | Bhumibol Adulyadej                 | thailändischer Monarch                                                                      | 88    |       |
| 13. Oktober | Héctor Cincunegui                  | uruguayischer Fußballspieler                                                                | 76    |       |
| 13. Oktober | Curt Engelhorn                     | deutscher Industrieller                                                                     | 90    |       |
| 13. Oktober | Dario Fo                           | italienischer Schriftsteller                                                                | 90    |       |
| 13. Oktober | John Gilmore                       | US-amerikanischer Autor                                                                     | 81    |       |
| 13. Oktober | Predrag Goll                       | jugoslawischer bzw. kroatischer Maler                                                       | 84    |       |
| 13. Oktober | Walter Hueck                       | deutscher Unternehmer                                                                       | 82    |       |
| 13. Oktober | Karl Inhofer                       | deutscher Verwaltungsbeamter                                                                | 73    |       |
| 13. Oktober | Andrzej Kopiczyński                | polnischer Theater- und Filmschauspieler                                                    | 82    |       |
| 13. Oktober | Eberhard Loosch                    | deutscher Sportpsychologe                                                                   | 62    |       |
| 13. Oktober | Joyce Mandel                       | US-amerikanische Schauspielerin und Model                                                   | 66    |       |
| 13. Oktober | Arnold Paucker                     | deutsch-britischer Historiker                                                               | 95    |       |
| 13. Oktober | Jim Prentice                       | kanadischer Politiker                                                                       | 60    |       |
| 13. Oktober | Louis Stettner                     | US-amerikanischer Fotograf                                                                  | 93    |       |
| 13. Oktober | Karl Strambach                     | deutscher Mathematiker                                                                      | 77    |       |
| 13. Oktober | Tonino Valerii                     | italienischer Filmregisseur                                                                 | 82    |       |
| 13. Oktober | Gerhard Wimberger                  | österreichischer Komponist                                                                  | 93    |       |
| 12. Oktober | Dschaber al-Bakr                   | syrischer Terrorverdächtiger                                                                | 22    |       |
| 12. Oktober | Elisabeth Breul                    | deutsche Opernsängerin (Sopran) und Gesangspädagogin                                        | 86    |       |
| 12. Oktober | Günter Mahler                      | deutscher Physiker                                                                          | 71    |       |
| 12. Oktober | Gudrun Piper                       | deutsche Malerin                                                                            | 99    |       |
| 12. Oktober | Kemal Unakıtan                     | türkischer Politiker                                                                        | 70    |       |
| 11. Oktober | Patricia Barry                     | US-amerikanische Schauspielerin                                                             | 93    |       |
| 11. Oktober | Günter Delling                     | deutscher Pathologe                                                                         | 75    |       |
| 11. Oktober | Dairo Miyamoto                     | japanischer Multiinstrumentalist                                                            | 59    |       |
| 11. Oktober | Ekkhard Verchau                    | deutscher Historiker                                                                        | 89    |       |
| 11. Oktober | Ewen Whitaker                      | britisch-US-amerikanischer Astronom                                                         | 94    |       |
| 11. Oktober | Hubert Witt                        | deutscher Herausgeber und Übersetzer                                                        | 81    |       |
| 11. Oktober | Zhuang Nu                          | chinesischer Musiktexter                                                                    | 95    |       |
| 10. Oktober | Tony Adamowicz                     | US-amerikanischer Automobilrennfahrer                                                       | 75    |       |
| 10. Oktober | Leo Beranek                        | US-amerikanischer Akustikwissenschaftler                                                    | 102   |       |
| 10. Oktober | Parmeshwar Godrej                  | indische Geschäftsfrau und AIDS-Aktivistin                                                  | 70    |       |
| 10. Oktober | Gerry Gow                          | schottischer Fußballspieler                                                                 | 64    |       |
| 10. Oktober | Graham Carlton Greene              | britischer Verleger                                                                         | 80    |       |
| 10. Oktober | Tamme Hanken                       | deutscher Tierheilpraktiker                                                                 | 56    |       |
| 10. Oktober | Marnix Kappers                     | niederländischer Schauspieler                                                               | 73    |       |
| 10. Oktober | Steve Lemmens                      | belgischer Snookerspieler und -trainer                                                      | 44    |       |
| 10. Oktober | Drew Nelson                        | irischer Politiker                                                                          | 60    |       |
| 10. Oktober | Jürgen Probst                      | deutscher Mediziner                                                                         | 89    |       |
| 10. Oktober | Ram Ekbal Singh Warsi              | indischer Politiker                                                                         | 94    |       |
| 10. Oktober | Roberto de Rosenzweig-Díaz Azmitia | mexikanischer Diplomat                                                                      | 92    |       |
| 10. Oktober | Kazunari Tanaka                    | japanischer Synchronsprecher                                                                | 49    |       |
| 10. Oktober | Hella Tiedemann                    | deutsche Romanistin und Komparatistin                                                       | 79    |       |
| 10. Oktober | John Vaughn                        | amerikanischer Franziskaner und der 116. Generalminister des Franziskanerordens (1979–1991) | 88    |       |
| 10. Oktober | Gonzalo Vega                       | mexikanischer Schauspieler                                                                  | 69    |       |
| 10. Oktober | Richard Wang                       | US-amerikanischer Hochschullehrer, Jazzmusiker und Publizist                                | 88    |       |
| 9. Oktober  | Worth H. Bagley                    | US-amerikanischer Admiral                                                                   | 92    |       |
| 9. Oktober  | Pole Lehmann                       | Schweizer Maler, Zeichner und Pädagoge                                                      | 91    |       |
| 9. Oktober  | Enrique Lucca Caraballo            | puerto-ricanischer Gitarrist, Sänger und Bandleader                                         | 103   |       |
| 9. Oktober  | Mamadou Dembelé                    | malischer Arzt und Politiker                                                                | 82    |       |
| 9. Oktober  | Francis Duteil                     | französischer Radrennfahrer                                                                 | 69    |       |
| 9. Oktober  | David Every Konstant               | englischer Bischof                                                                          | 86    |       |
| 9. Oktober  | Aaron Pryor                        | US-amerikanischer Boxer                                                                     | 60    |       |
| 9. Oktober  | Andrzej Wajda                      | polnischer Film- und Theaterregisseur                                                       | 90    |       |
| 8. Oktober  | Helmut Anschütz                    | deutscher Fechter                                                                           | 84    |       |
| 8. Oktober  | Nenad Bićanić                      | kroatischer Bauingenieur                                                                    | 71    |       |
| 8. Oktober  | Ray W. Clough                      | US-amerikanischer Bauingenieur                                                              | 96    |       |
| 8. Oktober  | Hermann Franz                      | deutscher Manager                                                                           | 87    |       |
| 8. Oktober  | Maximiliano Giusti                 | argentinischer Fußballspieler                                                               | 25    |       |
| 8. Oktober  | Wojciech Kurpiewski                | polnischer Kanute                                                                           | 50    |       |
| 8. Oktober  | Gert Lütgert                       | deutscher Politiker                                                                         | 76    |       |
| 8. Oktober  | Kurt Maier                         | österreichischer Politiker                                                                  | 91    |       |
| 8. Oktober  | Jacob Neusner                      | US-amerikanischer Religionswissenschaftler                                                  | 84    |       |
| 8. Oktober  | Stylianos Pattakos                 | griechischer Militär und Politiker                                                          | 103   |       |
| 8. Oktober  | Hans W. Scheicher                  | deutscher Journalist                                                                        | 85    |       |
| 8. Oktober  | Giovanni Scognamillo               | türkischer Filmkritiker und Schauspieler                                                    | 87    |       |
| 8. Oktober  | Pierre Tchernia                    | französischer Drehbuchautor                                                                 | 88    |       |
| 8. Oktober  | Tomás Valík                        | tschechischer Schauspieler                                                                  | 51    |       |
| 8. Oktober  | Anton Winkler                      | deutscher Rennrodler                                                                        | 62    |       |
| 7. Oktober  | Karin Bruns                        | deutsche Medien- und Literaturwissenschaftlerin                                             | 59    |       |
| 7. Oktober  | Werner Ehrlicher                   | deutscher Schauspieler und Synchronsprecher                                                 | 89    |       |
| 7. Oktober  | Ross Higgins                       | australischer Schauspieler                                                                  | 85    |       |
| 7. Oktober  | Barbara Kisseler                   | deutsche Politikerin                                                                        | 67    |       |
| 7. Oktober  | Natalie Lamb                       | US-amerikanische Jazzsängerin                                                               | 83    |       |
| 7. Oktober  | Felix de Mendelssohn               | österreichischer Psychoanalytiker                                                           | 72    |       |
| 7. Oktober  | Gonzalo Peralta                    | argentinischer Fußballspieler                                                               | 36    |       |
| 7. Oktober  | Wolfgang Suschitzky                | österreichisch-britischer Kameramann                                                        | 104   |       |
| 7. Oktober  | Rebecca Wilson                     | australische Sportjournalistin                                                              | 54    |       |
| 7. Oktober  | Ulrike Wolff-Gebhardt              | deutsche Politikerin                                                                        | 68    |       |
| 6. Oktober  | Walter Greiner                     | deutscher Physiker                                                                          | 80    |       |
| 6. Oktober  | Barbara Hagerman                   | kanadische Politikerin                                                                      | 73    |       |
| 6. Oktober  | Lawrence S. Hamilton               | kanadisch-US-amerikanischer Forstwissenschaftler und Naturschützer                          | 91    |       |
| 6. Oktober  | Hidipo Hamutenya                   | namibischer Politiker                                                                       | 77    |       |
| 6. Oktober  | Karl Hohmuth                       | deutscher Physiker                                                                          | 87    |       |
| 6. Oktober  | György Márkus                      | ungarischer Philosoph                                                                       | 82    |       |
| 6. Oktober  | Walter Schmidt                     | deutscher Journalist und Autor                                                              | 51    |       |
| 6. Oktober  | Mike Tomkies                       | britischer Autor                                                                            | 88    |       |
| 5. Oktober  | Georges Balandier                  | französischer Soziologe und Ethnologe                                                       | 95    |       |
| 5. Oktober  | Fran Cortegoso                     | spanischer Dichter                                                                          | 31    |       |
| 5. Oktober  | Michal Kováč                       | slowakischer Politiker                                                                      | 86    |       |
| 5. Oktober  | Tres                               | spanischer Künstler                                                                         | 60    |       |
| 4. Oktober  | Kenneth Anthony Angell             | US-amerikanischer Bischof                                                                   | 86    |       |
| 4. Oktober  | Raymond Battegay                   | Schweizer Psychiater und Psychoanalytiker                                                   | 89    |       |
| 4. Oktober  | Onno Groß                          | deutscher Meeresbiologe                                                                     | 52    |       |
| 4. Oktober  | Melvin M. Grumbach                 | US-amerikanischer Mediziner                                                                 | 90    |       |
| 4. Oktober  | Brigitte Hamann                    | deutsch-österreichische Historikerin                                                        | 76    |       |
| 4. Oktober  | Cameron Moore                      | US-amerikanischer Basketballspieler                                                         | 25    |       |
| 4. Oktober  | Yaakov Shamay                      | israelischer Politiker                                                                      | 76    |       |
| 3. Oktober  | Ljupka Dimitrovska                 | jugoslawische bzw. kroatisch-mazedonische Schlagersängerin                                  | 70    |       |
| 3. Oktober  | Isobel Finnerty                    | kanadische Politikerin                                                                      | 86    |       |
| 3. Oktober  | Irmgard Horlbeck-Kappler           | deutsche Malerin und Grafikerin                                                             | 91    |       |
| 3. Oktober  | R. Gordon Moorhouse                | britischer Physiker                                                                         | 90    |       |
| 3. Oktober  | Mário Wilson                       | portugiesischer Fußballspieler und -trainer                                                 | 86    |       |
| 3. Oktober  | Parafuso                           | brasilianischer Perkussionist                                                               | 76    |       |
| 2. Oktober  | Néstor Ahuad                       | argentinischer Politiker                                                                    | 80    |       |
| 2. Oktober  | Georg Apenes                       | norwegischer Politiker und Jurist                                                           | 76    |       |
| 2. Oktober  | Yesid Aponzá                       | kolumbianischer Fußballspieler                                                              | 24    |       |
| 2. Oktober  | Maria H. Dettenhofer               | deutsche Althistorikerin                                                                    | 56    |       |
| 2. Oktober  | Joseph Engelberg                   | US-amerikanischer Biophysiker und Physiologe                                                | 88    |       |
| 2. Oktober  | Ulrich Gadient                     | Schweizer Politiker                                                                         | 85    |       |
| 2. Oktober  | Clayton James                      | US-amerikanischer Künstler                                                                  | 98    |       |
| 2. Oktober  | Neville Marriner                   | britischer Dirigent                                                                         | 92    |       |
| 2. Oktober  | Max Meier                          | Schweizer Radrennfahrer                                                                     | 75    |       |
| 2. Oktober  | Bobby Molloy                       | irischer Politiker                                                                          | 80    |       |
| 2. Oktober  | Jeroen Oerlemans                   | niederländischer Journalist und Fotograf                                                    | 45    |       |
| 2. Oktober  | Gary Reed                          | US-amerikanischer Comicverleger und -autor                                                  | 60    |       |
| 2. Oktober  | Massimo Rossi                      | italienischer Motorbootrennfahrer                                                           | 23    |       |
| 2. Oktober  | Hanna Zora                         | irakischer Erzbischof                                                                       | 77    |       |
| 1. Oktober  | Edda Heiðrún Backman               | isländische Schauspielerin                                                                  | 58    |       |
| 1. Oktober  | Joseph L. Birman                   | US-amerikanischer Physiker                                                                  | 89    |       |
| 1. Oktober  | Christian Friedl                   | österreichischer Fußballspieler                                                             | 29    |       |
| 1. Oktober  | Robert Hendrickson                 | US-amerikanischer Regisseur, Drehbuchautor und Produzent                                    | 72    |       |
| 1. Oktober  | David Herd                         | schottischer Fußballspieler                                                                 | 82    |       |
| 1. Oktober  | Gilbert Gruss                      | französischer Karateka und Karatetrainer                                                    | 73    |       |
| 1. Oktober  | Jagoda Kaloper                     | jugoslawische bzw. kroatische Schauspielerin und Malerin                                    | 69    |       |
| 1. Oktober  | Erol Keskin                        | türkischer Fußballspieler                                                                   | 89    |       |
| 1. Oktober  | Noreen O’Leary                     | US-amerikanische Journalistin                                                               | 59    |       |
| 1. Oktober  | Daphne Odjig                       | kanadische Künstlerin                                                                       | 97    |       |
| 1. Oktober  | Gisela Rheker                      | deutsche Diplomatin                                                                         | 93    |       |
| 1. Oktober  | Lowell Thomas junior               | US-amerikanischer Politiker                                                                 | 92    |       |
| 1. Oktober  | Toni Williams                      | neuseeländischer Musiker                                                                    | 77    |       |